# Northleach
Koordinaten: 51° 50′ N, 1° 50′ W
Northleach ist eine historische Marktstadt in der Grafschaft Gloucestershire im zentralen England.
Der Wollhandel ist maßgeblich verantwortlich für den Reichtum der Stadt.
Der River Leach fließt durch den Ort.

## In Northleach geboren
- Jethro Teall (1849–1924), Geologe und Petrologe

## Weblinks

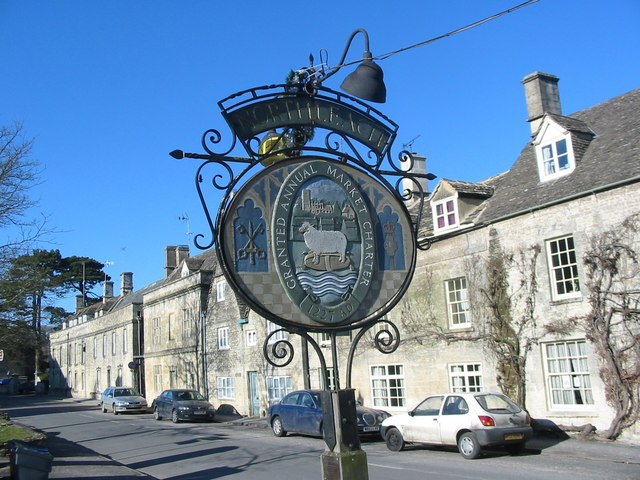
Northleach